# Lucio Celio Festo
Lucio Celio Festo (en latín: Lucius Coelius Festus) fue un senador romano que vivió en el siglo II, y desarrolló su cursus honorum bajo los reinados de Adriano, Antonino Pío, y Marco Aurelio. Fue cónsul sufecto en el año 148 junto con Publio Orfidio Seneción.

## Carrera política
Festo era originalmente de clase ecuestre, pero aparentemente fue admitido en el Senado inter tribunicos al final del reinado de Adriano. La parte pretoriana de su cursus honorum está registrada en una inscripción erigida en Veleia por el ayuntamiento para celebrar su patrocinio. Después de ejercer la magistratura de pretor, Festo fue nombrado prefectus frumenti dandi ex Senatus consultum. A esto siguió su nombramiento como juridicus en Asturias y Gallaecia. Géza Alföldy señala que fue uno de los tres hombres que ocupó este puesto en un período limitado: Alföldy organiza los tres hombres poniendo primero a Lucio Novio Crispino (posteriormente cónsul sufecto en el año 150), que fue sustituido por Festo en torno al año 138, y tres años más tarde este fue sustituido a su vez por Quinto Fuficio Cornuto (posteriormente cónsul sufecto en el año 147).
Una vez de regreso en Roma, se desempeñó como prefecto del aerarium Saturni o tesorería del Senado, que ocupó durante tres años; 
Mireille Corbier data su mandato desde el año 141 al 143 junto con Publio Mumio Sisenna Rutiliano como su colega. El último cargo que ocupó Festo antes de ejercer su consulado en el año 148, fue el de gobernador de Bitinia y Ponto, que Alföldy data durante el período 146-147; Bernard Rémy está de acuerdo con esta fecha.